# شركة مارون للبتروكيماويات
شركة مارون للبتروكيماويات (بالفارسية: شرکت پتروشیمی مارون) هي شركة بتروكيماويات إيرانية تقع في معشور، محافظة خوزستان، تأسست في 21 يناير 1999.

## التاريخ
تأسست شركة مارون للبتروكيماويات، إحدى مجمعات إنتاج المنتجات البتروكيماوية في إيران، في محافظة خوزستان في 21 يناير 1999. تم تأسيس الشركة بالتعاون مع الشركة الوطنية الإيرانية للبتروكيماويات، وصندوق معاشات شركة النفط، ومجموعة بوليمر بوشينه الصناعية. تم بناء مارون للبتروكيماويات على مساحة إجمالية قدرها 102.5 هكتار، تضم وحدتين منفصلتين في منطقتين جغرافيتين مختلفتين. تقع الوحدة الأولى في منطقة كريت کمب في الأهواز، وتشغل مساحة 9.5 هكتار عند الكيلومتر 15 من طريق الأهواز-معشور. هذه الوحدة مسؤولة عن استعادة الإيثان وإنتاج المواد الأولية لوحدة الأوليفينات. يتم نقل المنتج عبر خط أنابيب بطول 95 كيلومترًا إلى المنطقة الاقتصادية الخاصة للبتروكيماويات في بندر إمام الخميني. تم إنشاء الوحدة الثانية على مساحة 93 هكتارًا في الموقع 2 من المنطقة الاقتصادية الخاصة للبتروكيماويات في بندر إمام الخميني. تضم هذه الوحدة مصنع الأوليفينات إلى جانب وحدات إنتاج أخرى وخدمات مساعدة. يسمح هذا الهيكل ذو الموقعين للشركة بتنفيذ عملية الإنتاج بأكملها، من استعادة الإيثان إلى المنتجات البتروكيماوية النهائية، في سلسلة متكاملة. بدأ بناء وحدة الأوليفينات، المعروفة باسم "مشروع الأوليفينات السابع"، في عام 2000. بدأت شركة مارون للبتروكيماويات عملياتها في عام 2006، بعد حوالي ثماني سنوات من تأسيسها. حضر الافتتاح الرسمي لوحدة الأوليفينات حسن روحاني، الذي كان آنذاك رئيسًا لإيران. حول إطلاق هذه الوحدة شركة مارون للبتروكيماويات إلى واحدة من أكبر منتجي الأوليفينات في العالم. بعد عامين من بدء التشغيل، في عام 2008، وكجزء من سياسات الخصخصة، قامت الشركة الوطنية للبتروكيماويات بنقل ملكية وإدارة هذه الشركة إلى القطاع الخاص.

## الوحدات والمنتجات
يتكون المجمع من مصانع بولي إيثيلين منخفض الكثافة (LDPE)، والبولي إيثيلين عالي الكثافة، والبوليفينول، والأوليفينات، وأكسيد الإيثيلين/إيثيلين غليكول، واختبارات الموجات فوق الصوتية. المصنع الرئيسي هو مصنع الأوليفينات الذي يغذي المصانع الأخرى. لكل مصنع ترخيصه الخاص. على سبيل المثال، ترخيص مصنع البولي إيثيلين منخفض الكثافة هو من شركة ستاميكربون (سابك).

## العقوبات
في عام 2022، فرضت وزارة الخزانة الأمريكية عقوبات على شركات مارون وخارج وفناوران للبتروكيماويات بهدف استهداف صادرات المنتجات البتروكيماوية الإيرانية.